# Xavier Siméon
Xavier Siméon (ur. 31 sierpnia 1989 w Brukseli) – belgijski motocyklista.

## Kariera
Po zdobyciu mistrzostwa FIM Superstock 1000, Simeon 2010 spędził w Moto2, jako zawodnik rezerwowy (zespół HolidayGym), zastępując Fonsiego Nieto i Yannicka Guerrę, podczas tych występów Belg wykorzystał swoją szansę i zaimponował właścicielom zespołu Tech 3, którzy podpisali z nim umowę na sezon 2011, tam dołączył do Bradleya Smitha i Mike di Meglio. Pozostał z Francuskim zespołem w kolejnym sezonie lecz nie mógł zaliczyć go do udanych, wiele upadków i słabsze występy zakończyły współpracę Simeona i Tech 3, natomiast ofertę złożył mu SAG, gdzie dosiadał motocykla z ramą Kalex.
Kończąc 2013 wysoką, dwunastą pozycją, Xavier zmienił otoczenie i dołączył do ekipy Federal Oil Gresini Moto2, gdzie raz był na podium (w GP Argentyny), a w kontekście całego sezonu zajął 14. pozycję. W następnym sezonie poprawił się o siedem pozycji.

### Zespoły
| Sezon     | Seria wyścigowa | Zespół                      | Numer |
| --------- | --------------- | --------------------------- | ----- |
| 2010      | Moto2           | Holiday Gym G22             | 19    |
| 2011      | Moto2           | Tech 3 B                    | 19    |
| 2012      | Moto2           | Tech 3 Racing               | 19    |
| 2013      | Moto2           | Maptaq SAG Team Zelos       | 19    |
| 2014-2015 | Moto2           | Federal Oil Gresini Moto2   | 19    |
| 2016      | Moto2           | QMMF Racing Team            | 19    |
| 2017      | Moto2           | Tasca Racing Scuderia Moto2 | 19    |
| 2018      | MotoGP          | Reale Avintia Racing        | 10    |
| 2019      | MotoE           | Avintia Esponsorama Racing  | 10    |
| 2020      | MotoE           | LCR E-Team                  | 10    |

Legenda do tabeli
     motocyklista z "dziką kartą"
     motocyklista zastępujący

## Statystyki
| Sezon | Klasa | Motocykl | 1      | 2      | 3      | 4       | 5      | 6      | 7      | 8      | 9      | 10     | 11     | 12     | 13     | 14     | 15     | 16     | 17     | 18     | Poz. | Pkt. |
| ----- | ----- | -------- | ------ | ------ | ------ | ------- | ------ | ------ | ------ | ------ | ------ | ------ | ------ | ------ | ------ | ------ | ------ | ------ | ------ | ------ | ---- | ---- |
| 2010  | Moto2 | Moriwaki | QAT    | SPA    | FRA NU | ITA 19  | GBR 8  | NED NU | CAT 24 | GER 15 | CZE 19 | IND    | RSM 19 | ARA    | JPN    | MAL    | AUS    | POR 23 | VAL 15 |        | 30   | 10   |
| 2011  | Moto2 | Tech 3   | QAT 25 | SPA 19 | POR 26 | FRA 18  | CAT 14 | GBR NU | NED NU | ITA 12 | GER 18 | CZE 23 | IND 13 | RSM NU | ARA 18 | JPN 11 | AUS NU | MAL 15 | VAL 8  |        | 26   | 23   |
| 2012  | Moto2 | Tech 3   | QAT 17 | SPA 13 | POR 13 | FRA DNS | CAT    | GBR 21 | NED 13 | GER 8  | ITA NU | IND NU | CZE NU | RSM NU | ARA NU | JPN 13 | MAL NU | AUS 13 | VAL 27 |        | 21   | 23   |
| 2013  | Moto2 | Kalex    | QAT 10 | AME 12 | SPA 6  | FRA 3   | ITA NU | CAT NU | NED 7  | GER 8  | IND 9  | CZE 11 | GBR NU | RSM 8  | ARA NU | MAL NU | AUS NU | JPN 4  | VAL 12 |        | 12   | 90   |
| 2014  | Moto2 | Suter    | QAT 24 | AME NU | ARG 2  | SPA 7   | FRA NU | ITA 14 | CAT NU | NED 25 | GER 10 | IND NU | CZE 14 | GBR NU | RSM 16 | ARA NU | JPN 10 | AUS 9  | MAL 19 | VAL 5  | 14   | 63   |
| 2015  | Moto2 | Kalex    | QAT 2  | AME NU | ARG 22 | SPA 5   | FRA 8  | ITA 6  | CAT NU | NED 6  | GER 1  | IND 8  | CZE 16 | GBR 25 | RSM 12 | ARA NU | JPN NU | AUS 5  | MAL 10 | VAL 16 | 7    | 113  |
| 2016  | Moto2 | Speed Up | QAT NU | ARG 12 | AME 8  | ESP 10  | FRA 11 | ITA    | CAT    | NED    | GER    | AUT    | CZE    | GBR    | SMR    | ARA    | JPN    | MAL    | AUS    | VAL    | 12*  | 23*  |

* – sezon w trakcie